# مقاطعة آش (كارولاينا الشمالية)
مقاطعة آش (بالإنجليزية: Ashe County)‏ هي إحدى مقاطعات ولاية كارولاينا الشمالية في الولايات المتحدة الأمريكية. مركز المقاطعة أو مقعدها هي مدينة جيفرسون. تأسست هذه المقاطعة سنة 1799.أصل هذه المقاطعة يأتي من: مقاطعة ويلكس.